# Larry Fong
Larry Fong é um diretor de fotografia estadunidense.
Fong começou a mostrar interesse em cinema desde criança. Suas experiências com fotografia e filme foram aprendidas por conta própria, começando com pequenos curtas e animações filmadas em super-8. Ele se formou em Linguística na UCLA e se formou na Art Center College of Design, se especializando em filmes e fotografia.
Ele começou sua carreira profissional filmando clipes musicais, filmando três clipes que venceram o MTV Video Music Award para Vídeo do Ano, chamando atenção que resultaram em trabalhos em comerciais, pilotos de séries de TV e filmes.
Em 2004, ele foi o diretor de fotografia do episódio piloto da série Lost. Depois do piloto, ele trabalhou em outros sete episódios da série.
Em 2007 ele trabalhou com o diretor Zack Snyder no filme 300. Ele voltou a trabalhar com Snyder em Watchmen (2009), Sucker Punch (2011) e em Batman v Superman: Dawn of Justice (2016).
Em 2017 trabalhou ao lado de Jordan Vogt-Roberts em Kong: skull island, nova produção de king kong, que faz parte de um universo compartilhado com godzilla.

## Filmografia
- Cost of Living (2000)
- Hero (2000, curta)
- Cape of Good Hope (2004)
- 300 (2007)
- Watchmen (2009)
- Sucker Punch (2011)
- Super 8 (2011)
- Batman v Superman: Dawn of Justice (2016)
- Kong: Skull Island (2017)